# Collegio di East Dunbartonshire
East Dunbartonshire è stato un collegio elettorale rappresentato alla Camera dei comuni del parlamento del Regno Unito. Eleggeva un membro del parlamento con il sistema maggioritario a turno unico; il collegio è stato abolito con la revisione del 2024, ed è stato sostituito dal nuovo Mid Dunbartonshire.

## Estensione

### 2005-2024
Il collegio fu ricreato a seguito della quinta edizione della Boundary Commission for Scotland, e divenne uno dei due collegi che coprivano il Dunbartonshire Orientale e uno dei cinque che coprivano il Dunbartonshire Orientale e il Lanarkshire Settentrionale.
Il collegio di East Dunbartonshire era interamente contenuto nell'area del consiglio del Dunbartonshire Orientale, e il resto dell'area era coperto da Cumbernauld, Kilsyth and Kirkintilloch East, che si estendeva anche in parte del Lanarkshire Settentrionale. La restante parte del Lanarkshire Settentrionale era inclusa nei collegi di Airdrie and Shotts, Coatbridge, Chryston and Bellshill e Motherwell and Wishaw.
East Dunbartonshire sostituì il vecchio collegio di Strathkelvin and Bearsden e parte di Clydebank and Milngavie, oltre a una porzione di Coatbridge and Chryston.
La quinta modifica periodica dei collegi non toccò i collegi del Parlamento Scozzese, che mantengono i confini di quelli di Westminster prima dell'implementazione delle modifiche.
In occasione della sesta revisione periodica dei collegi di Westminster del 2023, il collegio è stato abolito e sostituito da Mid Dunbartonshire.

### Confini storici
Il collegio fu creato per la prima volta con l'House of Commons (Redistribution of Seats) Act 1949, e venne utilizzato la prima volta per le elezioni generali nel Regno Unito del 1950.
Con l'estensione del 1950, il collegio era uno dei due che ricoprivano il Dunbartonshire, e l'altro era West Dunbartonshire. I due nuovi collegi sostituirono i precedenti denominati Dunbartonshire e Dumbarton Burghs.
East Dunbartonshire comprendeva i distretti di Cumbernauld, Kirkintilloch, e New Kilpatrick, e i burgh di Clydebank, Kirkintilloch e Milngavie.
Per le elezioni generali nel Regno Unito del 1951 i confini del collegio furono modificati per tener conto di una modifica dei confini del burgh di Clydebank.
I risultati della prima revisione periodica della Boundary Commission furono implementati per le elezioni del 1955, ma non vi furono modifiche per il collegio di Wast Dunbartonshire, e i confini del 1951 e 1955 furono riutilizzati per le elezioni del 1959, del 1964, del 1966 e del 1970.
La seconda revisione periodica fu applicata per le elezioni del febbraio 1974; la modifica tenne in considerazione la crescita della popolazione nella contea di Dunbarton causata dallo spostamento di molte persone da Glasgow nella nuova città di Cumbernauld, e East Dunbartonshire divenne uno dei tre collegi in cui era divisa la contea. East Dunbartonshire comprendeva ora i distretti di Kirkintilloch e Cumbernauld e i burgh di Bearsden, Cumbernauld e Kirkintilloch, ma perse Clydebank e Milngavie che finirono in Central Dunbartonshire. Questi confini vennero anche utilizzati per le elezioni dell'ottobre 1974 e del 1979.
Nel 1975 il Local Government (Scotland) Act 1973 abolì le contee scozzesi in favore delle regioni e dei distretti, e la contea di Dunbarton fu divisa in diversi distretti della nuova regione dello Strathclyde. La terza revisione periodica considerò i confini dei nuovi governi locali, e i risultati furono implementati per le elezioni generali nel Regno Unito del 1983.

## Membri del parlamento
| Elezione | Elezione       | Deputato                                            | Partito                                             |
| -------- | -------------- | --------------------------------------------------- | --------------------------------------------------- |
|          | 1950           | David Kirkwood                                      | Laburista                                           |
| 1951     | Cyril Bence    |                                                     | Laburista                                           |
| 1970     | Hugh McCartney |                                                     | Laburista                                           |
|          | Feb 1974       | Barry Henderson                                     | Conservatore                                        |
|          | Ott 1974       | Margaret Bain                                       | SNP                                                 |
|          | 1979           | Norman Hogg                                         | Laburista                                           |
|          | 1983           | Collegio abolito                                    | Collegio abolito                                    |
|          | 2005           | Collegio re-istituito                               | Collegio re-istituito                               |
|          | 2005           | Jo Swinson                                          | Liberal Democratici                                 |
|          | 2015           | John Nicolson                                       | SNP                                                 |
|          | 2017           | Jo Swinson                                          | Liberal Democratici                                 |
|          | 2019           | Amy Callaghan                                       | SNP                                                 |
|          | 2024           | Collegio abolito e sostituito da Mid Dunbartonshire | Collegio abolito e sostituito da Mid Dunbartonshire |

## Risultati elettorali

### Elezioni negli anni 2010
| Partito                    | Partito                                | Candidato                  | Risultati 12 dicembre 2019 | Risultati 12 dicembre 2019 |
| Partito                    | Partito                                | Candidato                  | Voti                       | %                          |
| -------------------------- | -------------------------------------- | -------------------------- | -------------------------- | -------------------------- |
|                            | SNP                                    | Amy Callaghan              | 19 672                     | 37,10                      |
|                            | Lib Dem                                | Jo Swinson                 | 19 523                     | 36,81                      |
|                            | Conservatore                           | Pam Gosal                  | 7 455                      | 14,06                      |
|                            | Laburista                              | Callum McNally             | 4 839                      | 9,12                       |
|                            | Verdi                                  | Carolynn Scrimgeour        | 916                        | 1,73                       |
|                            | Indipendente                           | Rosie Dickson              | 221                        | 0,42                       |
|                            | UKIP                                   | Donald MacKay              | 208                        | 0,39                       |
|                            | Scottish Family Party                  | Liam McKechnie             | 197                        | 0,37                       |
|                            |                                        |                            |                            |                            |
| Iscritti                   | Iscritti                               | Iscritti                   | 66 041                     | 100,00                     |
| ↳ Votanti (% su iscritti)  | ↳ Votanti (% su iscritti)              | ↳ Votanti (% su iscritti)  | 53 031                     | 80,30                      |
| ↳ Astenuti (% su iscritti) | ↳ Astenuti (% su iscritti)             | ↳ Astenuti (% su iscritti) | 13 010                     | 19,70                      |
|                            |                                        |                            |                            |                            |
|                            | Esito: collegio passa da Lib Dem a SNP |                            |                            |                            |

| Partito                    | Partito                                | Candidato                  | Risultati 8 giugno 2017 | Risultati 8 giugno 2017 |
| Partito                    | Partito                                | Candidato                  | Voti                    | %                       |
| -------------------------- | -------------------------------------- | -------------------------- | ----------------------- | ----------------------- |
|                            | Lib Dem                                | Jo Swinson                 | 21 023                  | 40,58                   |
|                            | SNP                                    | John Nicolson              | 15 684                  | 30,28                   |
|                            | Conservatore                           | Sheila Mechan              | 7 563                   | 14,60                   |
|                            | Laburista                              | Callum McNally             | 7 531                   | 14,54                   |
|                            |                                        |                            |                         |                         |
| Iscritti                   | Iscritti                               | Iscritti                   | 65 737                  | 100,00                  |
| ↳ Votanti (% su iscritti)  | ↳ Votanti (% su iscritti)              | ↳ Votanti (% su iscritti)  | 51 801                  | 78,80                   |
| ↳ Astenuti (% su iscritti) | ↳ Astenuti (% su iscritti)             | ↳ Astenuti (% su iscritti) | 13 936                  | 21,20                   |
|                            |                                        |                            |                         |                         |
|                            | Esito: collegio passa da SNP a Lib Dem |                            |                         |                         |

| Partito                    | Partito                                | Candidato                  | Risultati 7 maggio 2015 | Risultati 7 maggio 2015 |
| Partito                    | Partito                                | Candidato                  | Voti                    | %                       |
| -------------------------- | -------------------------------------- | -------------------------- | ----------------------- | ----------------------- |
|                            | SNP                                    | John Nicolson              | 22 093                  | 40,26                   |
|                            | Lib Dem                                | Jo Swinson                 | 19 926                  | 36,31                   |
|                            | Laburista                              | Amanjit Jhund              | 6 754                   | 12,31                   |
|                            | Conservatore                           | Andrew Polson              | 4 727                   | 8,61                    |
|                            | Verdi                                  | Ross Greer                 | 804                     | 1,47                    |
|                            | UKIP                                   | Wilfred Arasaratnam        | 567                     | 1,03                    |
|                            |                                        |                            |                         |                         |
| Iscritti                   | Iscritti                               | Iscritti                   | 66 997                  | 100,00                  |
| ↳ Votanti (% su iscritti)  | ↳ Votanti (% su iscritti)              | ↳ Votanti (% su iscritti)  | 54 871                  | 81,90                   |
| ↳ Astenuti (% su iscritti) | ↳ Astenuti (% su iscritti)             | ↳ Astenuti (% su iscritti) | 12 126                  | 18,10                   |
|                            |                                        |                            |                         |                         |
|                            | Esito: collegio passa da Lib Dem a SNP |                            |                         |                         |

| Partito                    | Partito                              | Candidato                  | Risultati 6 maggio 2010 | Risultati 6 maggio 2010 |
| Partito                    | Partito                              | Candidato                  | Voti                    | %                       |
| -------------------------- | ------------------------------------ | -------------------------- | ----------------------- | ----------------------- |
|                            | Lib Dem                              | Jo Swinson                 | 18 551                  | 38,69                   |
|                            | Laburista                            | Mary Galbraith             | 16 367                  | 34,13                   |
|                            | Conservatore                         | Mark Nolan                 | 7 431                   | 15,50                   |
|                            | SNP                                  | Iain White                 | 5 054                   | 10,54                   |
|                            | UKIP                                 | James Beeley               | 545                     | 1,14                    |
|                            |                                      |                            |                         |                         |
| Iscritti                   | Iscritti                             | Iscritti                   | 63 760                  | 100,00                  |
| ↳ Votanti (% su iscritti)  | ↳ Votanti (% su iscritti)            | ↳ Votanti (% su iscritti)  | 47 948                  | 75,20                   |
| ↳ Astenuti (% su iscritti) | ↳ Astenuti (% su iscritti)           | ↳ Astenuti (% su iscritti) | 15 812                  | 24,80                   |
|                            |                                      |                            |                         |                         |
|                            | Esito: collegio confermato a Lib Dem |                            |                         |                         |

Quella registrata nel collegio di East Dunbartonshire nel 2015 fu la più alta affluenza registrata in un collegio del Regno Unito. Anche nel 2019 l'affluenza fu la più alta del Regno e East Dunbartonshire fu il quarto collegio del Regno Unito per vicinanza numerica tra il vincitore e il secondo più votato, con 149 voti di differenza.

### Elezioni negli anni 2000
| Partito                    | Partito                                    | Candidato                  | Risultati 5 maggio 2005 | Risultati 5 maggio 2005 |
| Partito                    | Partito                                    | Candidato                  | Voti                    | %                       |
| -------------------------- | ------------------------------------------ | -------------------------- | ----------------------- | ----------------------- |
|                            | Lib Dem                                    | Jo Swinson                 | 19 533                  | 41,81                   |
|                            | Laburista                                  | John Lyons                 | 15 472                  | 33,11                   |
|                            | Conservatore                               | David Jack                 | 7 708                   | 16,50                   |
|                            | SNP                                        | Chris Sagan                | 2 716                   | 5,81                    |
|                            | Verdi                                      | Stuart Callison            | 876                     | 1,87                    |
|                            | Socialista                                 | Pamela Page                | 419                     | 0,90                    |
|                            |                                            |                            |                         |                         |
| Iscritti                   | Iscritti                                   | Iscritti                   | 63 917                  | 100,00                  |
| ↳ Votanti (% su iscritti)  | ↳ Votanti (% su iscritti)                  | ↳ Votanti (% su iscritti)  | 46 724                  | 73,10                   |
| ↳ Astenuti (% su iscritti) | ↳ Astenuti (% su iscritti)                 | ↳ Astenuti (% su iscritti) | 17 193                  | 26,90                   |
|                            |                                            |                            |                         |                         |
|                            | Esito: collegio a Lib Dem (nuovo collegio) |                            |                         |                         |

## Risultati dei referendum

### Referendum sulla permanenza del Regno Unito nell'Unione europea del 2016
|        | Collegio            | Lasciare UE % | Rimanere in UE % |
| ------ | ------------------- | ------------- | ---------------- |
|        | East Dunbartonshire | 26,7%         | 73,3%            |
| Scozia | 38,0%               | 62,0%         |                  |
|        | Regno Unito         | 51,9%         | 48,1%            |